# Malaucourt-sur-Seille
Malaucourt-sur-Seille é uma comuna francesa na região administrativa de Grande Leste, no departamento de Mosela. Estende-se por uma área de 7,17 km². Em 2010 a comuna tinha 131 habitantes (densidade: 18,3 hab./km²).